# Розета (свемирска сонда)
Розета је свемирска сонда Европске свемирске агенције која је 2004. године лансирана са циљем да истражи комету 67P/Чурјумов–Герасименко. Сонда је успешно ушла у орбиту око комете 6. августа 2014. године и започела истраживање површине. Одмах се почело са прикупљањем фотографија у високој резолуцији како би се одредило место погодно за слетање лендера Филе. Предложено је више десетина локација, али је на крају одабрана локација Ј, што је био њен радни назив. Лендер се приземљио на комету 12. новембра у 16.08 УТЦ, али се одмах одбио од површине и наставио да плута у свемиру око комете. Одскочио је брзином реда 38 цм/с, али пошто је гравитација комете веома слаба наставио је да плута наредна два сата, након чега је још једном слетео, поново одскочио и коначно се зауставио више од једног километра далеко од примарног места слетања. Лендер се налази у сенци једне литице, и научници још не могу са сигурношћу да тврди која је то локација. Осветљен је само око 90 минута уместо планираних 6–7 сати, тако да не добија довољно светлости за пуњење батерија путем соларних панела. Други проблем је што једна од три „ноге“ лендера није у контакту са површином комете, већ се налази „у ваздуху“, односно у свемиру. Сви инструменти раде номинално, али неки од њих се не могу искористити док све три „ноге“ лендера нису на површини, тако да научници покушавају да пронађу начин за постављање лендера у правилну оријентацију. Лендер је опремљен са десет инструмената, међу којима су спектрометар, више камера, као и бушилица за испитивање унутрашње структуре комете.
Почетком септембра 2016, пред крај мисије, сонда Розета направила је неколико прелета врло близу комете и тада су прикупљене фотографије високе резолуције. На тим фотографијама научници су успели да лоцирају лендер Филе чије коначно место слетања до тада није било познато.